# ريتشارد لوتشيان بيج
ريتشارد لوتشيان بيج (بالإنجليزية: Richard Lucian Page)‏ هو ضابط أمريكي، ولد في 20 ديسمبر 1807 في مقاطعة كلارك في الولايات المتحدة، وتوفي في 9 أغسطس 1901 في Blue Ridge Summit, Pennsylvania ‏ في الولايات المتحدة.